# (73665) 1981 EX42
(73665) 1981 EX42 – planetoida z pasa głównego asteroid okrążająca Słońce w ciągu 3,88 lat w średniej odległości 2,47 j.a. Odkryta 2 marca 1981 roku.